# Youssef Hossam
Youssef Hossameldeen Khalil Hossameldeen (en arabe : يوسف حسام الدين خليل حسام الدين) dit Youssef Hossam, né le 6 juin 1995, est un nageur égyptien.

## Carrière
Youssef Hossam remporte la médaille d'or du 5 kilomètres en eau libre aux Championnats d'Afrique de natation 2016 à Bloemfontein, devant son compatriote Marwan El-Amrawy et le Sud-Africain Danie Marais.